# Журналистика в России
Журналистика в России появилась в начале XVIII века после создания первой печатной газеты «Вѣдомости». Журналистика в России до Октябрьской революции часто называется «журналистикой Имперской России».
С прихода к власти Российской социал-демократической рабочей партии (большевиков) до последнего десятилетия XX века, основное влияние на развитие журналистики оказывали не технический и технологический прогресс, как в XIX веке, а социально-политические факторы. 4 марта 1919 года в Москве была учреждена организация Коммунистический интернационал (Коминтерн), объединившая коммунистические партии со всего мира. С 1919 по 1943 год исполнительный комитет Коминтерна выпускал ежемесячный журнал под названием «Коммунистический Интернационал». Этот журнал публиковался на русском, английском, французском, немецком, испанском и китайском языках и распространялся через коммунистические партии по всему миру.
Традиционная советская периодика отличалась повествованием от третьего лица и очень сдержанным лексиконом.
Но, в середине 80-х гласность привнесла в отечественную журналистику и новых авторов, и новые приёмы. Такие представители новой советской журналистики как Любовь Аркус и Дмитрий Быков писали в 1987 году:

Язык прессы пока ещё довольно однообразен, журналисты со сколько-нибудь индивидуализированным стилем — на вес золота. В газетах преобладает смесь двух новоязов: это язык прежней эпохи, сильно разбавленный англицизмами. Это молодое поколение — в основном дети тех самых шестидесятников Владимир Яковлев, Артём Боровик, Дмитрий Лиханов, Евгений Додолев, Александр Любимов, — уже берёт своё. Представители недавней «золотой молодёжи», выросшие в огромных квартирах или проведшие отрочество за границей, молодые выпускники международного отделения журфака МГУ, они начинают делать погоду на телевидении и в прессе. Отличные стартовые возможности и врождённое отсутствие страха позволяет им в течение полугода растабуировать все запретные темы и посетить все горячие точки, куда прежде не ступала нога советского журналиста.

Членство Союза журналистов России было приостановлено Международной федерацией журналистов (IFJ) 22 февраля 2023 года после проведения голосования членами исполнительного комитета федерации. Эксперт по Центральной и Восточной Европе и обозреватель Иван Преображенский в колонке, опубликованной 23 февраля 2023 года, написал, что независимой журналистики в России нет.

## Научная
До конца 2013—начала 2014 года издания Газета.ru, Lenta.ru и государственное агентство РИА Новости конкурировали друг с другом в освещении науки. После того как Владимир Путин вновь стал президентом РФ, многие интернет-издания закрылись. Государство прямым или косвенным способом ввело цензуру для крупных изданий, включая Газета.ru и Lenta.ru, а также для некоторых меньших медиаорганизаций. В основном это было достигнуто путём смены владельцев и главных редакторов этих изданий на людей, которые были лояльны к правительству. Известные научные журналисты уволились, желая запустить свои проекты, а часть вообще покинула журналистику. Ольга Добровидова, бывший научный журналист РИА Новости, отметила, что те, кто основал собственные научные издания, избегали обсуждения социально-политических тем с целью сохранения независимости от правительства. Число читателей научных статей сократилось вместе с ослаблением сообщества научных журналистов.

## В культуре
- «Песня корреспондентов» из советского фильма «Дайте жалобную книгу» (1965)[9]